# Nina Georgijewna Winogradowa
Nina Georgijewna Winogradowa (russisch Нина Георгиевна Виноградова; * 30. Mai 1928; † 10. März 1997 in Moskau) war eine sowjetische bzw. russische Meeresbiologin.

## Leben
Winogradowa stammte aus einer Künstler-Familie und war mit dem Biologen Michail Winogradow (1927–2007) verheiratet. Bereits während ihres Studiums an der Lomonossow-Universität Moskau (MGU) in der Biologie-Fakultät arbeitete sie in der Weißmeer-Biologie-Station an der Kandalakscha-Bucht mit. Sie nahm an der Expedition auf dem Kaspischen Meer teil und 1949 an der 1. Expedition ins Ochotskische Meer auf dem Forschungsschiff Witjas unter der Leitung Lew Senkewitschs. Ihre Arbeiten auf dem Ochotskischen Meer, auf dem Beringmeer (2. und 5. Fahrt der Witjas), in der Schelichow-Bucht und im Anadyrgolf waren Gegenstand ihrer Diplomarbeit.
Nach dem Studiumsabschluss an der MGU 1951 wurde Winogradowa Aspirantin an dem von Pjotr Schirschow geleiteten Moskauer Institut für Ozeanologie (IO) der Akademie der Wissenschaften der UdSSR (AN-SSSR, seit 1991 Russische Akademie der Wissenschaften (RAN)). 1953 während der 14. Fahrt der Witjas untersuchte sie die Tiefsee-Fauna im Kurilengraben und sammelte Daten von Tausenden von Tiefsee-Arten. Mit Erfolg verteidigte sie 1955 ihre Dissertation über die Biogeographie der Tiefsee für die Promotion zur Kandidatin der biologischen Wissenschaften. Darauf wurde sie wissenschaftliche Mitarbeiterin des IO, in dem auch ihr Mann arbeitete.
Winogradowa nahm an den großen Expeditionen in den Pazifik, den Indischen Ozean und die Antarktis teil. Ab 1979 leitete sie das Kabinett für Tiefsee-Fauna. Ihr Forschungsschwerpunkt war die biologische Struktur der Ozeane. Sie stellte die fundamentalen Gesetzmäßigkeiten der vertikalen und  horizontalen Verbreitung der Tiefsee-Arten fest und erstellte die erste zoologisch-geographische Karte eines Tiefsee-Ozeans. Sie formulierte eine Regel der Reduktion der Breitenzonalität mit zunehmender Tiefe. Sie fand eine positive Korrelation der vertikalen Ausdehnung mit der Größe des Verbreitungsgebiets einer Tiefsee-Art. Mit Georgi Beljajew entwickelte sie ein Schema für die biographische Zonierung des Weltozeans, das von der sowjetischen Wissenschaft übernommen wurde. Sie spezialisierte sich auf Seescheiden insbesondere in der Tiefsee und dokumentierte viele neue Arten und einige Gattungen. Ihre letzte Expedition war 1995 die Expedition in die Norwegische See.
Winogradowas Sohn Georgi Michailowitsch Winogradow wurde Biologe und IO-Mitarbeiter.